# 예후드 (바빌론 속주)
예후드(Yehud)는 기원전 585년/6년 유대 반란이 진압된 이후 신바빌로니아 제국의 지방이었다. 기원전 581년/2년경에 그가 살해되고 또 다른 반란이 성공하지 못하자 순식간에 인구가 감소하였지만, 처음에는 그달리아 휘하의 신바빌로니아 제국의 유대인 행정 구역으로 존재하였다. 지방은 기원전 539년 바빌로니아 제국이 멸망하면서 아케메네스 제국에 흡수되었다.

## 배경
기원전 7세기 말에 유다는 신바빌론 제국의 속국이 되었다. 그러나 예루살렘에는 바빌론에 대한 충성심을 지지하는 파벌과 반란을 주장하는 파벌이 있었다. 6세기 초, 예언자 예레미야 등의 강한 반론에도 불구하고, 시드기야 왕은 느부갓레사르에 반란을 일으켜 이집트의 파라오 호프라와 동맹을 맺었다. 반란은 실패했고, 기원전 597년 예언자 에스겔을 포함한 많은 유다 사람들이 바빌론으로 유배되었다. 몇 년 후 유다는 다시 반란을 일으켰다. 589년 느부갓네살은 다시 예루살렘을 포위하였고, 많은 유대인들이 모압과 암몬과 에돔과 다른 나라로 피난하였다. 이 도시는 18개월간의 포위 공격 끝에 함락되었고 느부갓네살은 다시 약탈을 감행하여 예루살렘을 파괴하고 성전을 불태웠다. 따라서 기원전 586년까지 유다의 많은 부분이 황폐화되었고, 왕족, 사제, 그리고 서기관들, 즉 나라의 엘리트들은 바빌론에서 망명했으며, 인구의 상당수는 여전히 가까운 나라에 살고 있다. 전 왕국은 경제와 인구 양면에서 급격한 감소를 겪었다.